# 더 캐쳐 워즈 어 스파이
《더 캐쳐 워즈 어 스파이》(영어: The Catcher Was a Spy)는 미국에서 제작된 벤 르윈 감독의 2018년 전쟁 드라마 영화이다. 폴 러드 등이 출연하였고, 케빈 스콧 프레이크스 등이 제작에 참여하였다. 이 영화는 2018년 1월 19일 제34회 선댄스 영화제에서 전 세계 최초로 상영되었으며, 2018년 6월 22일 IFC 필름스에 의해 미국에서 개봉되었다.

## 출연진
- 폴 러드
- 마크 스트롱
- 시에나 밀러
- 제프 대니얼스
- 톰 윌킨슨
- 잔카를로 잔니니
- 사나다 히로유키
- 가이 피어스
- 폴 지어마티
- 코니 닐센
- 셰이 위검
- 윌리엄 호프
- 피에르프란체스코 파비노
- 디미트리 고리처스
- 안나 게이슬레로바

## 기타 제작진
- 총괄 제작: 로버트 오그던 바넘, 조너선 가드너

## 개봉
원래는 2017년 9월 제42회 토론토 국제 영화제에서 전 세계 최초로 상영될 예정이었으나 시간 내에 후반 작업이 완료되지 않아 취소되었다. 후에 2018년 제34회 선댄스 영화제에서 최초 상영되었다.